# Lead Us Back: Songs of Worship
Lead Us Back: Songs of Worship è il dodicesimo album in studio del gruppo christian rock statunitense Third Day, pubblicato nel 2015.

## Tracce
Edizione Standard
1. Spirit – 3:15
2. Soul on Fire (featuring All Sons & Daughters) – 3:18
3. Your Words (featuring Harvest) – 3:59
4. Our Deliverer – 3:08
5. He Is Alive – 3:32
6. In Jesus' Name (featuring, Natalie Grant, Michael W. Smith & Michael Tait) – 4:25
7. Lead Us Back – 1:21
8. Maker – 3:24
9. Victorious – 3:40
10. I Know You Can – 3:05
11. Father of Lights – 3:23
12. The One I Love – 2:21

Edizione Deluxe - Tracce aggiuntive
1. Praise the Invisible – 3:44
2. Arise – 4:52
3. Your Love Is Like a River (Live) – 4:12
4. Mountain of God (Live) – 4:06
5. Born Again (Live) (featuring Karyn Williams) – 3:41
6. Soul on Fire (Live) – 3:22
7. Children of God (Live) – 4:12
8. Offering (Live) – 4:16
9. Trust In Jesus (Live) – 3:57
10. Follow Me There (Live) – 2:51